# Баскетболистка года конференции Atlantic Coast
Баскетболистка года конференции Atlantic Coast (Атлантического побережья) (англ. Atlantic Coast Conference Women's Basketball Player of the Year) — это ежегодная баскетбольная награда, вручаемая по результатам голосования лучшей баскетболистке среди студентов конференции Atlantic Coast (ACC), входящей в 1-й дивизион NCAA. Эта награда была учреждена американской ассоциацией Atlantic Coast Sports Media и впервые вручена Трезе Браун из университета Северной Каролины в Чапел-Хилл в сезоне 1983/84 годов. Начиная же с сезона 2012/13 годов, голосование также стало проводиться и среди главных тренеров команд, входящих в конференцию, к тому же свои голоса тренеры подают после окончания регулярного чемпионата, но перед стартом турнира плей-офф, то есть в начале марта, причём они не могут голосовать за своих собственных подопечных, а первым лауреатом по их мнению стала Алисса Томас из Мэрилендского университета в Колледж-Парке.
Конференция официально начала свою деятельность 14 июня 1953 года, тогда в неё входило всего лишь восемь команд. Конференция ACC является одной из самых старых конференций 1-го дивизиона NCAA, поэтому за свою долгую историю количество команд в её составе (на данный момент их четырнадцать) постоянно варьировалось из-за образования новых конференций, в которые переводили определённое количество команд из уже существующих конференций. В 2013 году в эту конференцию включены Университет Нотр-Дам, Питтсбургский университет и Сиракьюсский университет. В 2014 году количество команд в конференции уменьшили до четырнадцати за счёт исключения из неё Мэрилендского университета в Колледж-Парке.
Десять игроков: Пэм Лик, Дон Стэйли, Венди Палмер, Трейси Рид, Джорджия Швейцер, Алана Бирд, Алисса Томас, Эйжа Дёрр, Дейна Эванс и Элизабет Китли получали эту награду несколько раз, а Бирд, Томас и Китли выигрывали её трижды. Четыре раза обладателями этого приза становились по два игрока (2013, 2014, 2016 и 2017). Чаще других лауреатами в данной номинации становились игроки университета Дьюка (9 раз), Виргинского университета (7 раз), Мэрилендского университета в Колледж-Парке и университета Северной Каролины в Чапел-Хилл (по 6 раз).

## Легенда
|                 | Сообладатели награды |
| *               | Становились лауреатами Приза имени Джеймса Нейсмита (1983—), Приза имени Джона Вудена (2004—) или Приза имени Маргарет Уэйд (1978—) |
| Игрок (X)       | Количество титулов баскетболисток                                                                                                   |
| Университет (X) | Количество титулов университетов |
| †               | Выбран ассоциацией Atlantic Coast Sports Media (1984—)                                                                              |
| ‡               | Выбран главными тренерами команд (2013—)                                                                                            |

## Победители
| Сезон   | Игрок                | Фото | Университет                                    | Позиция             | Год обучения | Примечания    |
| ------- | -------------------- | ---- | ---------------------------------------------- | ------------------- | ------------ | ------------- |
| 1983/84 | Треза Браун          |      | Университет Северной Каролины в Чапел-Хилл     | Центровая           | Четвёртый    | [ 1 ]         |
| 1984/85 | Пэм Лик              |      | Университет Северной Каролины в Чапел-Хилл (2) | Защитник            | Третий       | [ 2 ]         |
| 1985/86 | Пэм Лик (2)          |      | Университет Северной Каролины в Чапел-Хилл (3) | Защитник            | Четвёртый    | [ 3 ]         |
| 1986/87 | Крис Морленд         |      | Университет Дьюка                              | Форвард             | Четвёртый    | [ 4 ]         |
| 1987/88 | Донна Холт           |      | Виргинский университет                         | Защитник            | Четвёртый    | [ 5 ]         |
| 1988/89 | Вики Баллетт         |      | Мэрилендский университет в Колледж-Парке       | Форвард             | Четвёртый    | [ 6 ]         |
| 1989/90 | Андреа Стинсон       |      | Университет штата Северная Каролина            | Защитник            | Третий       | [ 7 ]         |
| 1990/91 | Дон Стэйли*          |      | Виргинский университет (2)                     | Защитник            | Третий       | [ 8 ]         |
| 1991/92 | Дон Стэйли* (2)      |      | Виргинский университет (3)                     | Защитник            | Четвёртый    | [ 9 ]         |
| 1992/93 | Хизер Бёрдж          |      | Виргинский университет (4)                     | Центровая           | Четвёртый    | [ 10 ]        |
| 1993/94 | Джессика Барр        |      | Клемсонский университет                        | Форвард             | Четвёртый    | [ 11 ]        |
| 1994/95 | Венди Палмер         |      | Виргинский университет (5)                     | Форвард             | Третий       | [ 12 ]        |
| 1995/96 | Венди Палмер (2)     |      | Виргинский университет (6)                     | Форвард             | Четвёртый    | [ 13 ]        |
| 1996/97 | Трейси Рид           |      | Университет Северной Каролины в Чапел-Хилл (4) | Форвард             | Третий       | [ 14 ]        |
| 1997/98 | Трейси Рид (2)       |      | Университет Северной Каролины в Чапел-Хилл (5) | Форвард             | Четвёртый    | [ 15 ]        |
| 1998/99 | Саммер Эрб           |      | Университет штата Северная Каролина (2)        | Центровая           | Третий       | [ 16 ]        |
| 1999/00 | Джорджия Швейцер     |      | Университет Дьюка (2)                          | Защитник / Форвард  | Третий       | [ 17 ]        |
| 2000/01 | Джорджия Швейцер (2) |      | Университет Дьюка (3)                          | Защитник / Форвард  | Четвёртый    | [ 18 ]        |
| 2001/02 | Алана Бирд           |      | Университет Дьюка (4)                          | Защитник / Форвард  | Второй       | [ 19 ]        |
| 2002/03 | Алана Бирд (2)       |      | Университет Дьюка (5)                          | Защитник / Форвард  | Третий       | [ 20 ]        |
| 2003/04 | Алана Бирд* (3)      |      | Университет Дьюка (6)                          | Защитник / Форвард  | Четвёртый    | [ 21 ]        |
| 2004/05 | Моник Карри          |      | Университет Дьюка (7)                          | Форвард             | Третий       | [ 22 ]        |
| 2005/06 | Айвори Латта         |      | Университет Северной Каролины в Чапел-Хилл (6) | Защитник            | Третий       | [ 23 ]        |
| 2006/07 | Линдсей Хардинг*     |      | Университет Дьюка (8)                          | Защитник            | Четвёртый    | [ 24 ]        |
| 2007/08 | Кристал Лэнгхорн     |      | Мэрилендский университет в Колледж-Парке (2)   | Форвард / Центровая | Четвёртый    | [ 25 ]        |
| 2008/09 | Кристи Толивер       |      | Мэрилендский университет в Колледж-Парке (3)   | Защитник            | Четвёртый    | [ 26 ]        |
| 2009/10 | Моника Райт          |      | Виргинский университет (7)                     | Защитник            | Четвёртый    | [ 27 ]        |
| 2010/11 | Шенис Джонсон        |      | Университет Майами                             | Защитник            | Третий       | [ 28 ]        |
| 2011/12 | Алисса Томас         |      | Мэрилендский университет в Колледж-Парке (4)   | Форвард             | Второй       | [ 29 ]        |
| 2012/13 | Алисса Томас† (2)    |      | Мэрилендский университет в Колледж-Парке (5)   | Форвард             | Третий       | [ 30 ]        |
| 2012/13 | Челси Грей‡          |      | Университет Дьюка (9)                          | Защитник            | Третий       | [ 31 ]        |
| 2013/14 | Алисса Томас† (3)    |      | Мэрилендский университет в Колледж-Парке (6)   | Форвард             | Четвёртый    | [ 32 ]        |
| 2013/14 | Кайла Макбрайд‡      |      | Университет Нотр-Дам                           | Защитник            | Четвёртый    | [ 33 ]        |
| 2014/15 | Джуэл Лойд           |      | Университет Нотр-Дам (2)                       | Защитник            | Третий       | [ 34 ] [ 35 ] |
| 2015/16 | Майиша Хайнс-Аллен†  |      | Луисвиллский университет                       | Форвард             | Второй       | [ 36 ]        |
| 2015/16 | Брианна Тёрнер‡      |      | Университет Нотр-Дам (3)                       | Форвард             | Второй       | [ 37 ]        |
| 2016/17 | Алексис Питерсон†    |      | Сиракьюсский университет                       | Защитник            | Четвёртый    | [ 38 ]        |
| 2016/17 | Шакайла Томас‡       |      | Университет штата Флорида                      | Форвард             | Третий       | [ 39 ]        |
| 2017/18 | Эйжа Дёрр            |      | Луисвиллский университет (2)                   | Защитник            | Третий       | [ 40 ]        |
| 2018/19 | Эйжа Дёрр (2)        |      | Луисвиллский университет (3)                   | Защитник            | Четвёртый    | [ 41 ]        |
| 2019/20 | Дейна Эванс          |      | Луисвиллский университет (4)                   | Защитник            | Третий       | [ 42 ]        |
| 2020/21 | Дейна Эванс (2)      |      | Луисвиллский университет (5)                   | Защитник            | Четвёртый    | [ 43 ]        |
| 2021/22 | Элизабет Китли       |      | Вирджинский политехнический институт           | Центровая           | Третий       | [ 44 ]        |
| 2022/23 | Элизабет Китли (2)   |      | Вирджинский политехнический институт (2)       | Центровая           | Четвёртый    | [ 45 ]        |
| 2023/24 | Элизабет Китли (3)   |      | Вирджинский политехнический институт (3)       | Центровая           | Пятый        | [ 46 ]        |
| 2024/25 | Ханна Идальго        |      | Университет Нотр-Дам (4)                       | Защитник            | Второй       | [ 47 ]        |